# 미용실: 특별한 서비스 2
《미용실: 특별한 서비스 2》는 2018년에 개봉한 대한민국의 영화이다.

## 줄거리
퇴폐업소로 유명한 미용실에서 일하게 된 혜진. 처음에는 몸으로 서비스한다는 사실이 꺼림칙했지만, 어느 순간부터 적극적으로 손님을 탐하게 된다. 여사장의 스페셜 노하우까지 전수 받으며 승승장구하는 혜진. 그런데 새로 뽑은 섹스머신 주희가 지치지 않는 체력으로 모든 손님을 독차지하기 시작하는데…

## 캐스팅
- 김지연 : 지연 역
- 해일 : 대물 역
- 진시아 : 혜진 역
- 주희 : 주희 역
- 상우 : 핫기어 역
- 조용복 : 손님 역
- 혜진 : 면접 1 역
- 수진 : 면접 2 역